# Östra leden, Skellefteå
Östra leden är en del av huvudvägnätet i Skellefteå och sträcker sig från  Skelleftehamnsleden i söder till E4 i norr. Vägen skiljer stadsdelarna Morön och Moröhöjden i väster med  Hedensbyn och Moröbacke i öster. Hastigheten är 70 km/h utom vid korsningarna med  Torsgatan och Skelleftehamnsleden där hastigheten är 50 km/h. Sträckningen med modifikation är tänkt att ingå i en framtida  omdragning av E4 genom Skellefteå.

## Historik
Vägen kom till parallellt med Miljonprogrammet och fanns först med i 1967 års trafikplan över Skellefteå. Sträckningen var då planerad att fortsätta över Skellefteälven och ansluta till dagens E4 i söder, men bara delen norr om älven byggdes. I och med Översiktsplan 1991 inrättades ett vägreservat för en bro i Östra ledens förlängning.